# XVI з'їзд ВКП(б)
XVI з'їзд Всесоюзної комуністичної партії (більшовиків) — відбувався в Москві з 26 червня по 13 липня 1930 року.
На З'їзді було присутньо 2159 делегатів, з них: 1268 делегатів з вирішальним і 891 із дорадчим голосом.

## Порядок денний
- 1. Політичний звіт ЦК (Й. В. Сталін)
- 2. Організаційний звіт ЦК (Л. М. Каганович)
- 3. Звітна доповідь Центральної ревізійної комісії (М. Ф. Владимирський)
- 4. Звіт Центральної контрольної комісії (Г. К. Орджонікідзе)
- 5. Звіт делегації ВКП(б) в Комінтерні (В. М. Молотов)
- 6. Виконання п'ятирічного плану промисловості (В. В. Куйбишев)
- 7. Колгоспний рух і підйом сільського господарства (Я. А. Яковлєв)
- 8. Завдання профспілок в реконструктивний період (М. М. Шверник)
- 9. Вибори центральних установ партії

## Організаційні питання (партійне та радянське будівництво)
На з'їзді було вибрано:
- Центральний Комітет: 71 член, 67 кандидатів в члени ЦК ВКП(б)
- Центральна ревізійна комісія: 13 членів
- Центральна контрольна комісія: 187 членів

Персональний склад членів Центрального Комітету ВКП(б), обраний з'їздом 13 липня 1930 року:
1. Алексєєв Петро Олексійович
2. Андреєв Андрій Андрійович
3. Антипов Микола Кирилович
4. Бадаєв Олексій Єгорович
5. Бауман Карл Янович
6. Бубнов Андрій Сергійович
7. Бухарін Микола Іванович
8. Варейкіс Йосип Михайлович
9. Ворошилов Климент Єфремович
10. Гамарник Ян Борисович
11. Голощокін Пилип Ісайович
12. Ейхе Роберт Індрикович
13. Жданов Андрій Олександрович
14. Жуков Іван Павлович
15. Зеленський Ісаак Абрамович
16. Кабаков Іван Дмитрович
17. Каганович Лазар Мойсейович
18. Калінін Михайло Іванович
19. Квірінг Еммануїл Йонович
20. Кіров Сергій Миронович
21. Кнорін Вільгельм Георгійович
22. Кодацький Іван Федорович
23. Колотилов Микола Миколайович
24. Комаров Микола Павлович
25. Косіор Йосип Вікентійович
26. Косіор Станіслав Вікентійович
27. Кржижановський Гліб Максиміліанович
28. Крупська Надія Костянтинівна
29. Кубяк Микола Опанасович
30. Куйбишев Валеріан Володимирович
31. Лебідь Дмитро Захарович
32. Леонов Федір Григорович
33. Лобов Семен Семенович
34. Ломінадзе Віссаріон Віссаріонович
35. Ломов (Оппоков) Георгій Іполитович
36. Любимов Ісидор Євстигнійович
37. Мануїльський Дмитро Захарович
38. Менжинський В'ячеслав Рудольфович
39. Мікоян Анастас Іванович
40. Молотов В'ячеслав Михайлович
41. Москвін Іван Михайлович
42. Носов Іван Петрович
43. Орахелашвілі Іван Дмитрович
44. Петровський Григорій Іванович
45. Постишев Павло Петрович
46. П'ятаков Георгій Леонідович
47. П'ятницький Йосип Аронович
48. Риков Олексій Іванович
49. Риндін Кузьма Васильович
50. Рудзутак Ян Ернестович
51. Румянцев Іван Петрович
52. Рухимович Мойсей Львович
53. Сирцов Сергій Іванович
54. Скрипник Микола Олексійович
55. Смирнов Олександр Петрович
56. Сталін Йосип Віссаріонович
57. Стецький Олексій Іванович
58. Стрієвський Костянтин Костянтинович
59. Сулімов Данило Єгорович
60. Толоконцев Олександр Федорович
61. Томський Михайло Павлович
62. Уханов Костянтин Васильович
63. Хатаєвич Мендель Маркович
64. Ціхон Антон Михайлович
65. Чубар Влас Якович
66. Чувирін Михайло Євдокимович
67. Чудов Михайло Семенович
68. Шварц Ісаак Ізраїлевич
69. Шверник Микола Михайлович
70. Шеболдаєв Борис Петрович
71. Яковлєв Яків Аркадійович

Персональний склад кандидатів у члени Центрального Комітету ВКП(б), обраний з'їздом 13 липня 1930 року:
1. Амосов Олексій Мефодійович
2. Анцелович Наум Маркович
3. Афанасьєв Степан Іванович
4. Баранов Петро Йонович
5. Бергавінов Сергій Адамович
6. Брюханов Микола Павлович
7. Булат Іван Лазарович
8. Булатов Дмитро Олександрович
9. Булін Антон Степанович
10. Вейнберг Гаврило Давидович
11. Волков Петро Якович
12. Воронова Пелагія Яківна
13. Гей Костянтин Веніамінович
14. Голодєд Микола Матвійович
15. Грядинський Федір Павлович
16. Догадов Олександр Іванович
17. Еліава Шалва Зурабович
18. Іванов Володимир Іванович
19. Ікрамов Акмаль Ікрамович
20. Ісаєв Ураз Джанзакович
21. Калигіна Ганна Степанівна
22. Калманович Мойсей Йосипович
23. Камінський Григорій Наумович
24. Картвелішвілі Лаврентій Йосипович
25. Кахіані Михайло Іванович
26. Кисельов Олексій Семенович
27. Клименко Іван Євдокимович
28. Козлов Іван Іванович
29. Косарєв Олександр Васильович
30. Криницький Олександр Іванович
31. Куріцин Василь Іванович
32. Лозовський Соломон Абрамович
33. Межлаук Валерій Іванович
34. Михайлов Василь Михайлович
35. Михайлов-Іванов Михайло Сильвестрович
36. Мірзоян Левон Ісайович
37. Мусабеков Газанфар Махмуд-огли
38. Ніколаєва Клавдія Іванівна
39. Осінський Н. (Оболенський Валеріан Валеріанович)
40. Ошвінцев Михайло Костянтинович
41. Пахомов Микола Іванович
42. Перепечко Іван Миколайович
43. Позерн Борис Павлович
44. Полонський Володимир Іванович
45. Попов Микола Миколайович
46. Птуха Володимир Васильович
47. Румянцев Костянтин Андрійович
48. Савельєв Максиміліан Олександрович
49. Седельников Олексій Іванович
50. Семенов Борис Олександрович
51. Серебровський Олександр Павлович
52. Смородін Петро Іванович
53. Сокольников Григорій Якович
54. Строганов Василь Андрійович
55. Сухомлин Кирило Васильович
56. Терехов Роман Якович
57. Уборевич Ієронім Петрович
58. Уншліхт Йосип Станіславович
59. Уриваєв Михайло Єгорович
60. Хлоплянкін Михайло Іванович
61. Царьков Федір Філатович
62. Чаплін Микола Павлович
63. Чуцкаєв Сергій Єгорович
64. Шмідт Василь Володимирович
65. Юркін Тихон Олександрович
66. Ягода Генріх Григорович
67. Якір Йона Еммануїлович

Персональний склад членів Центральної Ревізійної Комісії ВКП(б), обраний з'їздом 13 липня 1930 року:
1. Бикін Яків Борисович
2. Бриков Олександр Петрович
3. Владимирський Михайло Федорович
4. Гикало Микола Федорович
5. Давидсон Роман Єлизаветович
6. Лепа Альфред Карлович
7. Пивоваров Іван Никифорович
8. Разумов Михайло Йосипович
9. Рябінін Євген Іванович
10. Рябов Олександр Миколайович
11. Степанов Сергій Іванович
12. Шелехес Ілля Савелійович
13. Юревич Едуард Іванович

Персональний склад членів Центральної контрольної комісії ВКП(б), обраний з'їздом 13 липня 1930 року:
1. Акулов Іван Олексійович
2. Апсе Мартин Янович
3. Аронштам Григорій Наумович
4. Аронштам Лазар Наумович
5. Артюхіна Олександра Василівна
6. Байчурін Гумер Гілязетдинович
7. Балицький Всеволод Аполлонович
8. Балтабаев Садикджан
9. Бауер Яків Янович
10. Бєлєнький 3ахар Мойсейович
11. Бєлєнький Йосип Самойлович
12. Березін Микола Сергійович
13. Близниченко Андрій Омелянович
14. Боббе Міца Юліївна
15. Богданов Іван Анфімович
16. Богданов Михайло Васильович
17. Богданов Петро Богданович
18. Бойченко Олександр Максимович
19. Болотников Микола Федорович
20. Борщевський Олександр Гаврилович
21. Брезе Мартин Мартинович
22. Буссе Крістап Юргенович
23. Васильєв Степан Васильович
24. Васильєва Катерина Йосипівна
25. Великанов Сергій Миколайович
26. Вент Андрій Йоганович
27. Вікснін Сіман Оттович
28. Вітковський Андрій Федорович
29. Владимиров Роман Володимирович
30. Волков Олександр Васильович
31. Волошин Лук'ян Львович
32. Воробйов Федір Парфенович
33. Газа Іван Іванович
34. Геммервердт Матвій Ісайович
35. Гінзбург Семен Захарович
36. Гольцман Абрам Зиновійович
37. Горєва Євфросинія Георгіївна
38. Горчаєв Михайло Дмитрович
39. Григор'єва Мотрона Петрівна
40. Гроссман Володимир Якович
41. Гроссман Мирон Борисович
42. Грузель Вацлав Петрович
43. Грязєв Іван Якович
44. Гуревич Олександр Йосипович
45. Гусєв Сергій Іванович
46. Дещенко Петро Петрович
47. Дірік Крістап Янович
48. Довлетбаєв Сахіб Гірей
49. Дрожжин Іван Васильович
50. Его Фред Густавович
51. Євдокимов Юхим Георгійович
52. Євреїнов Микола Миколайович
53. Євсєєв Мефодій Семенович
54. Єгоров Яків Георгійович
55. Єнукідзе Авель Сафронович
56. Жучаєв Дмитро Олексійович
57. Зайцев Григорій Андрійович
58. Зайцев Федір Іванович
59. Зангвіль 3иновій Григорович
60. Зарін Роберт Петрович
61. Затонський Володимир Петрович
62. Звонарьов Степан Панасович
63. Землячка Розалія Самійлівна
64. Зимін Микола Миколайович
65. Іванов Іван Іванович
66. Іванов Олександр Олександрович
67. Іванов-Кавказький Володимир Георгійович
68. Ігнат Самуїл Йосипович
69. Ільїн Никифор Ілліч
70. Ісаєв Павло Андрійович
71. Каганович Михайло Мойсейович
72. Калашников Михайло Іванович
73. Калнін Август Янович
74. Караваєв Петро Миколайович
75. Карасьов Семен Гаврилович
76. Карпов Віктор Зіновійович
77. Касимов Ядулла
78. Кисельов Аркадій Леонтійович
79. Кіркіж Купріян Осипович
80. Клюєв Павло Миколайович
81. Ковальов Максим Іванович
82. Кожевников Іван Федорович
83. Козін Іван Федорович
84. Коковихін Михайло Миколайович
85. Колтун Анатолій Мойсейович
86. Коп'єв Андрій Костянтинович
87. Коростельов Георгій Олексійович
88. Коротков Іван Іванович
89. Костанян Айказ Аркадійович
90. Кочкарьов Григорій Ларіонович
91. Кривов Тимофій Степанович
92. Криленко Микола Васильович
93. Кругликов Соломон Лазарович
94. Крумін Гаральд Іванович
95. Крюков Петро Васильович
96. Кульков Михайло Максимович
97. Кульпе Ян Карлович
98. Ларін Віталій Пилипович
99. Ларичев Олександр Іванович
100. Лейзер Іван Іванович
101. Ляксуткін Федір Пилипович
102. Магідов Борис Йосипович
103. Майоров Михайло Мойсейович
104. Мальцев Микола Володимирович
105. Мандалян Татеос Гегамович
106. Манжара Дмитро Іванович
107. Мартинович Ксенофонт Пилипович
108. Медведєв Олексій Васильович
109. Мессінг Станіслав Адамович
110. Мільчаков Олександр Іванович
111. Мілютин Володимир Павлович
112. Муранов Матвій Костянтинович
113. Мухаммедов Анна
114. Назаретян Амаяк Маркарович
115. Назаров Степан Іванович
116. Новосьолов Степан Андрійович
117. Носов Павло Макарович
118. Озерський Олександр Володимирович
119. Орджонікідзе Григорій Костянтинович
120. Осьмов Микола Михайлович
121. Павлуновський Іван Петрович
122. Панов Микола Федорович
123. Перекатов Іван Григорович
124. Петерс Яків Христофорович
125. Пилаєв Георгій Миколайович
126. Покровський Михайло Миколайович
127. Поспєлов Петро Миколайович
128. Ракутін Микола Германович
129. Растопчин Микола Петрович
130. Реденс Станіслав Францевич
131. Ривкін Оскар Львович
132. Розенгольц Аркадій Павлович
133. Ройзенман Борис Онисимович
134. Романов Георгій Іванович
135. Рубенов Рубен Гукасович
136. Румянцев Георгій Кузьмич
137. Савостін Дмитро Іванович
138. Салтанов Сергій Олександрович
139. Сахарова Параскевія Федорівна
140. Сахьянова Марія Михайлівна
141. Севрюгін Олександр Васильович
142. Семічев Єгор Тимофійович
143. Сергушов Михайло Сергійович
144. Сидоров Костянтин Георгійович
145. Синайський-Михайлов Сергій Іванович
146. Славінський Адам Семенович
147. Смирнов Михайло Ілліч
148. Смородін Іван Трохимович
149. Сойфер Яків Григорович
150. Соколовська Олена Кирилівна
151. Сольц Арон Олександрович
152. Сомс Карл Петрович
153. Стасова Олена Дмитрівна
154. Стрельцов Георгій Михайлович
155. Струппе Петро Іванович
156. Стручков Сергій Павлович
157. Стуруа Іван Федорович
158. Судьїн Сергій Корнилович
159. Татько Пилип Петрович
160. Тевосян Іван Федорович
161. Триліссер Меєр Абрамович
162. Ульянова Марія Іллівна
163. Уралов Сергій Герасимович
164. Фейгін Володимир Григорович
165. Фігатнер Юрій Петрович
166. Філлер Самуїл Йонович
167. Фролов Андрій Трохимович
168. Хітаров Рафаель Мовсесович
169. Цвєтков Микола Георгійович
170. Цилько Федір Андрійович
171. Чанке Альфред Карлович
172. Чемоданов Василь Тарасович
173. Чубін Яків Абрамович
174. Чукенова Джамал
175. Шадунц Сурен Костянтинович
176. Шапошникова Людмила Кузьмівна
177. Шацкін Лазар Абрамович
178. Швейцер Віра Лазарівна
179. Шкірич Микола Романович
180. Шкірятов Матвій Федорович
181. Шотман Олександр Васильович
182. Штраух Енгельберт Мадісович
183. Шушков Петро Сергійович
184. Щаденко Юхим Опанасович
185. Яковлєв Олександр Іванович
186. Янсон Микола Михайлович
187. Ярославський Омелян Михайлович

## Підсумок з'їзду
- З'їзд доручив добитися виконання п'ятирічки в 4 роки.
- Увійшов до історії як з'їзд розгорненого настання соціалізму.
- Зафіксував факт, що СРСР перетворився з аграрної країни в індустріально-колгоспну соціалістичну державу.